# Marcinkowo (powiat mrągowski)
Marcinkowo (niem. Mertinsdorf, pol. hist. Marczinkowen) – wieś w Polsce położona w województwie warmińsko-mazurskim, w powiecie mrągowskim, w gminie Mrągowo. Do 1954 roku istniała gmina Marcinkowo. W latach 1975–1998 miejscowość należała administracyjnie do województwa olsztyńskiego.
Marcinkowo leży w północnej Polsce, w środkowej części Pojezierza Mrągowskiego, które zalicza się do Pojezierza Mazurskiego. Obszar ten ma genezę polodowcową. Wieś rozlokowana jest wśród 4 jezior: Jezioro Marcinkowskie, jezioro Kociołek, Głębokie Jezioro, Czarne Jezioro.
Do Marcinkowa kursują autobusy komunikacji miejskiej z Mrągowa. Są tu trzy przystanki PKS.
Przez wieś przebiega droga krajowa nr 16Mrągowo-Olsztyn i droga wojewódzka nr 600Mrągowo-Szczytno.

## Historia
Marcinkowo – wieś czynszowa założona przed 1422 r. przez Krzyżaków. Pierwotny edykt lokacyjny zaginął. Wieś wymieniona w dokumentach z lat 1437 i 1450. We wsi istniał młyn należący do zakonu krzyżackiego. Wskutek wojny trzynastoletniej (1454–1466) wieś została całkowicie zniszczona i wyludniona. Ponownie zniszczona w wojnie z lat 1519–1521. W 1536 r. wieś zamieszkana była przez Polaków i Niemców. Prawdopodobnie wieś składała się wówczas zaledwie z kilku gospodarstw, które z jakichś przyczyn wkrótce znowu opustoszały. W 1555 r. komornik z Szestna, Marcin Kaszten, otrzymał od tamtejszego starosty, Jerzego von Dibesa, pięć włók sołeckich na prawie magdeburskim, z obowiązkiem obsadzenia pozostałych 45 łanów czynszowych na obszarze między Mrągowem, Polską Wsią, majątkiem sorkwickim oraz lasem marcinkowskim. Wieś miała nazywać się Marcinkowem.
Około 1651 r. we wsi istniał folwark książęcy (drugi obok Szestna w tym starostwie) na 12 włókach, na którym odrabiało szarwark 50 chłopów z 5 sąsiednich wsi. Poza folwarkiem istniała jeszcze owczarnia w 1647 r. Według ustaleń W. Kętrzyńskiego w 1693 r. mieszkali tu już sami Polacy. W 1693 r. w Marcinowie istniała straż leśna, podlegająca pod Krutyń.
Około 1765 r. założono tu szkołę. W 1785 r. we wsi było 15 domów, natomiast w 1815 r. było 21 domów ze 158 mieszkańcami. Do tutejszej szkoły w 1818 r. uczęszczało 20 dzieci. Nauczał tu wówczas wyłącznie po Polsku Andrzej Olszewski. w 1822 r. mieszkało we wsi 158 osób. W 1838 r. w Marcinkowie było 25 domów i 289 mieszkańców. Po tzw. separacji gruntów i reformie uwłaszczeniowej, w 1849 r. były we wsi 34 domu z 282 mieszkańcami. W 1856 r. w Marcinkowie mieszkało 393 ludzi. W 1874 r. zbudowano we wsi drogę bitą jako odcinek ważnego traktu Mrągowo-Biskupiec-Olsztyn. Zabudowa wsi przybrała wówczas kształt ulicówki.
W 1907 r. folwark w Marcinowie oraz w Pieńkach liczono jako składniki majątku rycerskiego z ośrodkiem dworskim w Szestnie (łącznie 822 ha), którego właścicielem był Edward Klugkist. W 1928 r. Marcinkowo figuruje jako „wieś i wybudowanie”. W tym czasie we wsi była placówka pocztowa i mieszkało 809 osób. W 1935 r. to czteroklasowej szkoły w Marcinkowie uczęszczało 182 dzieci. W 1939 r. na obszarze wiejskim znajdowały się 244 gospodarstwa domowe, z tego 93 to gospodarstwa rolnicze, z ich zaś 31 miało wielkość w granicach 5-10 ha, 13 liczyło 10-20 ha i 4 ponad 20 ha. We wsi zamieszkiwało 893 ludzi.
Do roku 1945 Marcinkowo znajdowało w granicach III Rzeszy. Po II wojnie światowej wieś wraz z częścią Prus Wschodnich została przyłączona do Polski. Od 1945 do 1948 roku Marcinkowo było siedzibą gminy Marcinkowo.

## Liczba ludności
| rok  | Liczba ludności |
| ---- | --------------- |
| 1815 | 158             |
| 1838 | 289             |
| 1856 | 393             |
| 1928 | 809             |
| 1939 | 893             |
| 2006 | 764             |

## Zabytki

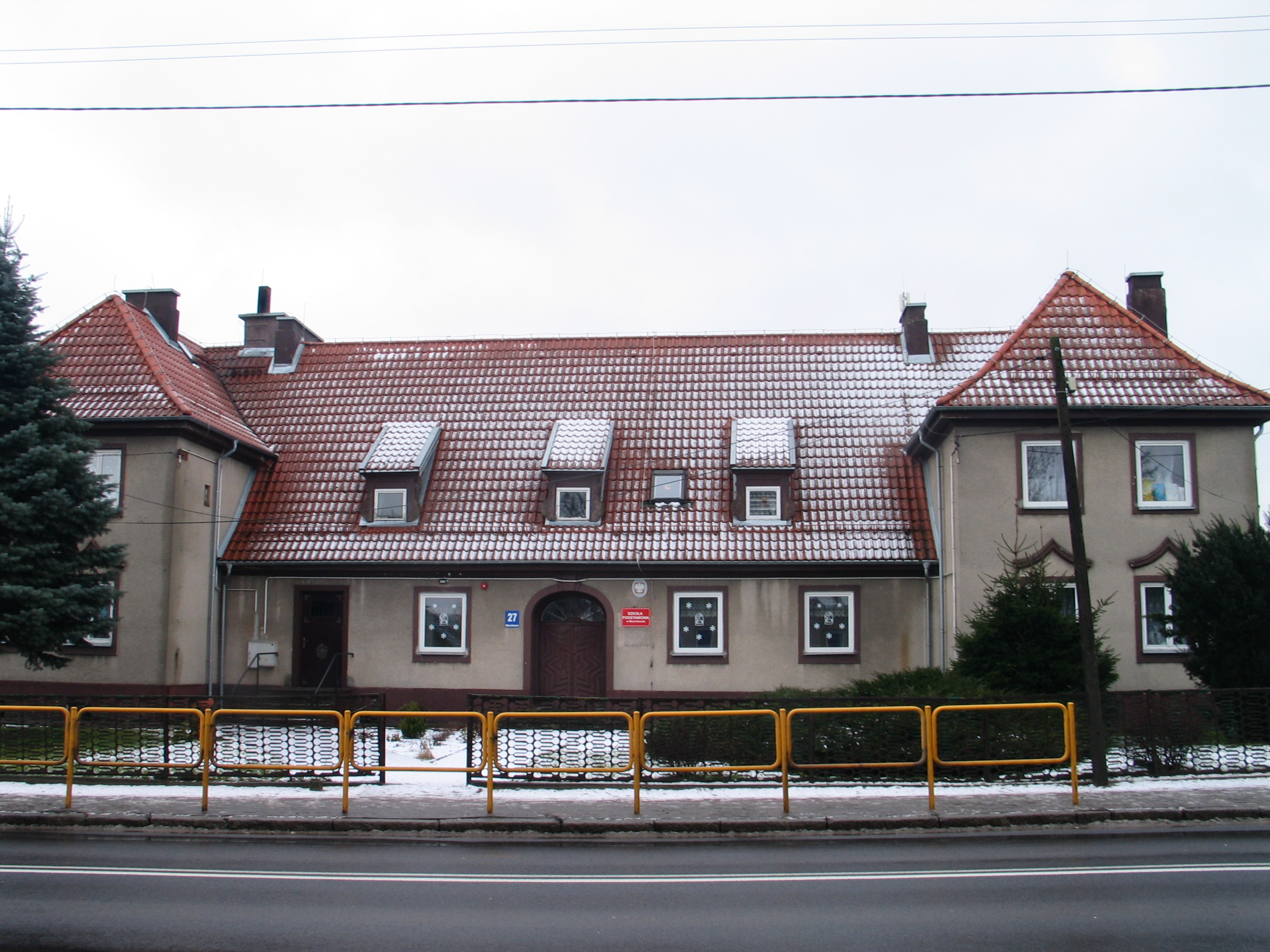
Szkoła

- układ ulicówki wraz z zachowaną zabudową pochodzącą z przełomu XIX i XX oraz okresu międzywojennego.
- dawne ewangelickie cmentarze wiejskie.
- budynek szkoły z lat 20. XX wieku.